# Unión de Campeones
El Club Unión de Campeones F.C. (Unión de Campeones Fútbol Club) era un equipo perteneciente a la ciudad Metropolitana de Lima del Perú. Adicionalmente fue el equipo B perteneciente al Club Universitario de Deportes. Ya que, estaba conformado por jugadores de las divisiones menores.

## Historia
El club Unión de Campeones F.C. (Unión de Campeones Fútbol Club), le compró la categoría al San José Joyeros y dándole acceso a participar Segunda División Peruana en los años 2004; donde logró ser uno de los animadores del torneo y alcanzar el tercer puesto. En ese mismo año, no había ascenso directo a la profesional, sino a través del formato Copa Perú. Para ello, debía clasificar como campeón y/o mejor segundo del campeonato. Somos Olímpico Perú ya tenía ganado el título de la segunda división, por lo que peleaba el mejor segundo puesto. Unión de Campeones estaba a un punto de diferencia con Deportivo Municipal. En la última fecha se enfrentaron ambos equipos ganando inicialamente Unión de Campeones por 2 - 0. Sin embargo Deportivo Municipal empata el partido, con el resultado clasifica a la Copa Perú y eliminando a Unión de Campeones .
En el periodo 2005, fue un campeonato muy irregular para el club,donde perdió la categoría. Después del hecho se disolvió, ya que no participó en ninguna Liga Distrital Limeña del sistema de la Copa Perú en los siguientes años.
Este club fue un semillero de algunos jugadores de fútbol que militan en la Primera Profesional, Segunda División y equipos de la Copa Perú. Entre ellos tenemos a Juan Pablo Vergara, que lastimosamente sufrió  un accidente el 2 de diciembre de 2019, debido al mal clima en la carretera que comunica las ciudades de Puno y Juliaca cerca del distrito de Caracoto. La clínica donde fue atenido, confirma su deceso.

## Actualidad
Hasta la fecha, el equipo sigue desaparecido. Sin embargo, en el 2019, se funda su equipo filial Club Deportivo Unión de Campeones. La nueva institución, se dedica a la formación de jugadores de categorías inferiores.

## Rivalidades
En su corta vida institucional en la Segunda División, el club mantuvo un duelo de filiales de Universitario contra los equipos más conocidos el América Cochahuayco y Virgen de Chapi FC. A su vez, también con otros clubes populares de la Segunda División como Somos Olímpico Perú, Deportivo Municipal,  Deportivo UNMSM, La Peña Sporting Club, Cristal B y Deportivo Aviación.

## Uniforme
- Uniforme titular: Camiseta crema, pantalón crema, medias negras, chimpunes negros.
- Uniforme alternativo: Camiseta roja, pantalón blanco, medias rojas, chimpunes negros.

### Indumentaria y patrocinador
| Periodo   | Patrocinador |
| --------- | ------------ |
| 2004-2005 | Polmer       |

| Periodo   | Patrocinador        |
| --------- | ------------------- |
| 2004-2005 | La Segoviana        |
| 2004      | Galería Mina de Oro |

## Técnicos
- César Carlos Gonzales Hurtado (2004-2005)
- Carlos Cortijo (2005)
- Samuel Eugenio (2005-2006)

## Jugadores
- Víctor Balta
- José Balarezo
- Jesús Rabanal
- Jean Tragodara
- Luis Collantes
- Carlos Eduardo Zegarra
- Juan Seminario
- Juan Pablo Vergara
- Franshesco Carrasco
- Atilio Francia
- Jaime La Torre
- Carlos Vela
- Óscar Fernández
- Andy Barrueto
- Óscar Godoy
- Raúl Maguiña
- Raúl Fernández

## Palmarés

### Torneos nacionales
- Tercera posición del torneo de la Segunda profesional (1): 2004.

## Datos del club
- Temporadas en Segunda División: 2 (2004 - 2005).
- Mayor goleada conseguida:
  - En campeonatos nacionales de local: Unión de Campeones 4:1 Alcides Vigo (28 de julio de 2004).
  - En campeonatos nacionales de local: Unión de Campeones 6:0 Villa del Mar (6 de octubre de 2004).
  - En campeonatos nacionales de visita: Somos Aduanas 1:3 Unión de Campeones (25 de agosto de 2004).
  - En campeonatos nacionales de visita: Virgen de Chapi 0:5 Unión de Campeones (4 de septiembre de 2004).
  - En campeonatos nacionales de visita: Alcides Vigo 0:3 Unión de Campeones (18 de septiembre de 2004).
- Mayor goleada recibida:
  - En campeonatos nacionales de local: Unión de Campeones 0:3 Olímpico Somos Perú (11 de septiembre de 2004).
  - En campeonatos nacionales de local: Unión de Campeones 1:6 Deportivo Municipal (28 de agosto de 2005).
  - En campeonatos nacionales de visita: Sporting Cristal "B" 3:1 Unión de Campeones (6 de agosto de 2005)
  - En campeonatos nacionales de visita: Virgen de Chapi 3:0 Unión de Campeones (9 de julio de 2005)

## Filiales

### Deportivo Unión de Campeones
En el 2019, parte de la dirigencia del club funda el club Deportivo Unión de Campeones y la Academia  Unión de Campeones. Cuenta con locales en la 
Provincia de Jaén, en los distritos de Puente Piedra y Los Olivos de Lima Metropolitana. Como su antecesor, se centra la formación de jugadores desde las bases y categorías inferiores. Con ello, busca la oportunidad de que al nuevo Unión de Campeones, ascenderlo a la división profesional en el futuro.
En su sede de  Jaén, tiene un equipo principal militando en la Segunda División Distrital.
- Deportivo Unión de Campeones: Sede Puente Piedra
- Deportivo Unión de Campeones: Sede de Jaén

### Nota
- La institución Deportivo Unión de Campeones, no tiene vínculos y relaciones con Universitario de Deportes.

## Enlaces
- Símbolo
- Foto del recuerdo
- Resultados de campaña 2004
- Resultados de campaña 2005
- Danny Uribe, anécdota del Unión de Campeones
- Unión de Campeones vs Municipal
- Galería Unión de Campeones
- Primera rueda 2004
- Segunda rueda 2004
- Resultados 2004/2005
- Filial Deportivo Unión de Campeones

- Datos: Q6157134